# Pointerolle

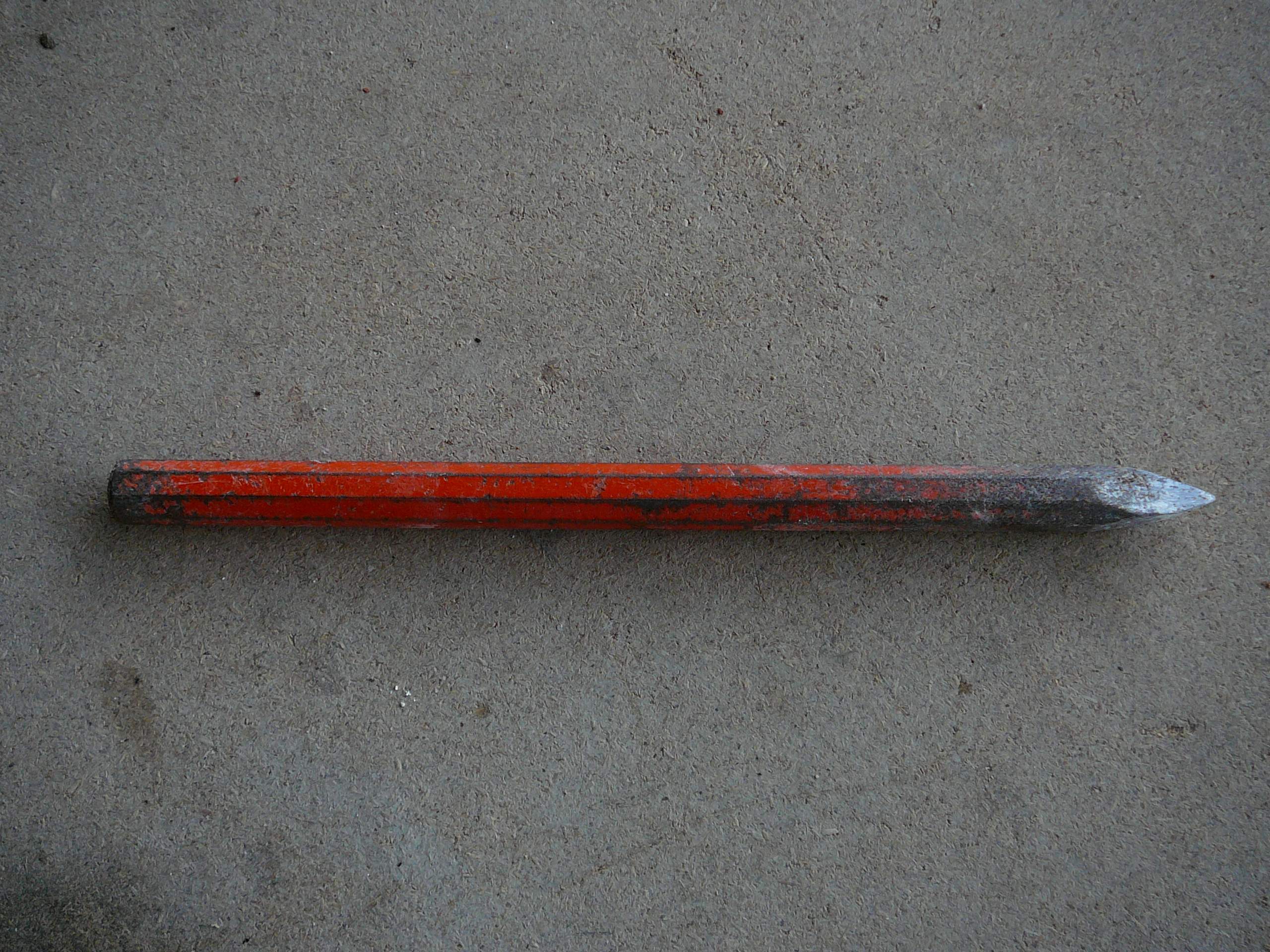
Une pointerolle.

Une pointerolle est une barre en acier octogonale ayant une extrémité aplanie et l'autre terminée par une pointe.
Les facettes ont pour objectif d'empêcher l'outil de rouler et de permettre une meilleure préhension. C'est un outil tenu à une main, que l'on percute avec une massette. Il sert à retirer du mortier sec pour réaliser une saignée par exemple. Il est utilisé par les maçons et les tailleurs de pierre dure (granit, marbre et calcaire).
Dans certaines régions, il est appelé broche.

## Autres acceptions
Est également appelée pointerolle un accessoire de marteau-piqueur, similaire dans sa forme et sa fonction à une pointerolle manuelle.

## Liens
- Burin